# Axel Persson
Axel Wilhelm Emanuel Persson (Eskilstuna, 23 de janeiro de 1888 — Västerhaninge, 2 de setembro de 1955) foi um ciclista sueco de ciclismo de estrada.
Nos Jogos Olímpicos de Verão de 1912 em Estocolmo, Persson conquistou a medalha de ouro no contrarrelógio por equipes, junto com Ragnar Malm, Erik Friborg e Algot Lönn. Na prova de estrada individual, terminou em nono.
Nos Jogos Olímpicos de Verão de 1920 em Antuérpia, obteve a medalha de prata na mesma prova, desta vez com Harry Stenqvist, Sigfrid Lundberg e Ragnar Malm. Na estrada individual, terminou em décimo segundo lugar.